# Endorfinas en la mente
Endorfinas en la mente es el primer álbum de estudio del grupo malagueño Chambao, producido por Bob Benozzo y lanzado en 2003. Este álbum recibió el Premio Ondas a la categoría "Mejor Creación Musical" y el Premio de la Música a la categoría "Mejor Álbum de Nuevas Músicas" en 2003. La canción ¡Ahí estás tú! fue un éxito en España al convertirse en banda sonora de un spot publicitario para el turismo de Andalucía.Según el archiconocido presentador y locutor de radio Fernandisco, esta canción debería tener el reconocimiento que merece en España. El spot de Andalucía marcó un antes y un después ayudando a incrementar exponencialmente la afluencia de turistas en dicha comunidad.

## Grabación y producción
El disco 'Endorfinas en la mente' fue grabado entre los estudios Coín Records de Coín (Málaga) y Milán (Italia) contando con la producción de Bob Benozzo (que también ha participado en los siguientes proyectos de la banda). Catorce temas del disco son composiciones propias, salvo una versión de "Volando voy", el tema de Kiko Veneno inmortalizado en su día por Camarón.

## Listado de canciones
| N.º   | Título                       | Escritor(es)                                                 | Duración |  |
| 1.    | «Chambao»                    | María del Mar Rodríguez Carnero, Daniel Casañ, Eduardo Casañ | 4:29     |  |
| 2.    | «Lo verás»                   | María del Mar Rodríguez Carnero, Daniel Casañ, Eduardo Casañ | 3:49     |  |
| 3.    | «Desconocido»                | María del Mar Rodríguez Carnero, Daniel Casañ, Eduardo Casañ | 4:12     |  |
| 4.    | «¡Ahí estás tú!»             | María del Mar Rodríguez Carnero, Daniel Casañ, Eduardo Casañ | 5:29     |  |
| 5.    | «Vida»                       | María del Mar Rodríguez Carnero, Daniel Casañ, Eduardo Casañ | 4:30     |  |
| 6.    | «Volando voy»                | Kiko Veneno                                                  | 3:43     |  |
| 7.    | «Los muchachos de mi barrio» | María del Mar Rodríguez Carnero, Daniel Casañ, Eduardo Casañ | 4:15     |  |
| 8.    | «Mejor me quedo aquí»        | María del Mar Rodríguez Carnero, Daniel Casañ, Eduardo Casañ | 4:35     |  |
| 9.    | «Una de tantas»              | María del Mar Rodríguez Carnero, Daniel Casañ, Eduardo Casañ | 3:58     |  |
| 10.   | «As de corazones»            | María del Mar Rodríguez Carnero, Daniel Casañ, Eduardo Casañ | 4:29     |  |
| 11.   | «Olvidarme de ti»            | María del Mar Rodríguez Carnero, Daniel Casañ, Eduardo Casañ | 3:40     |  |
| 47:09 |                              |                                                              |          |  |